# 梅海蒂亚岛

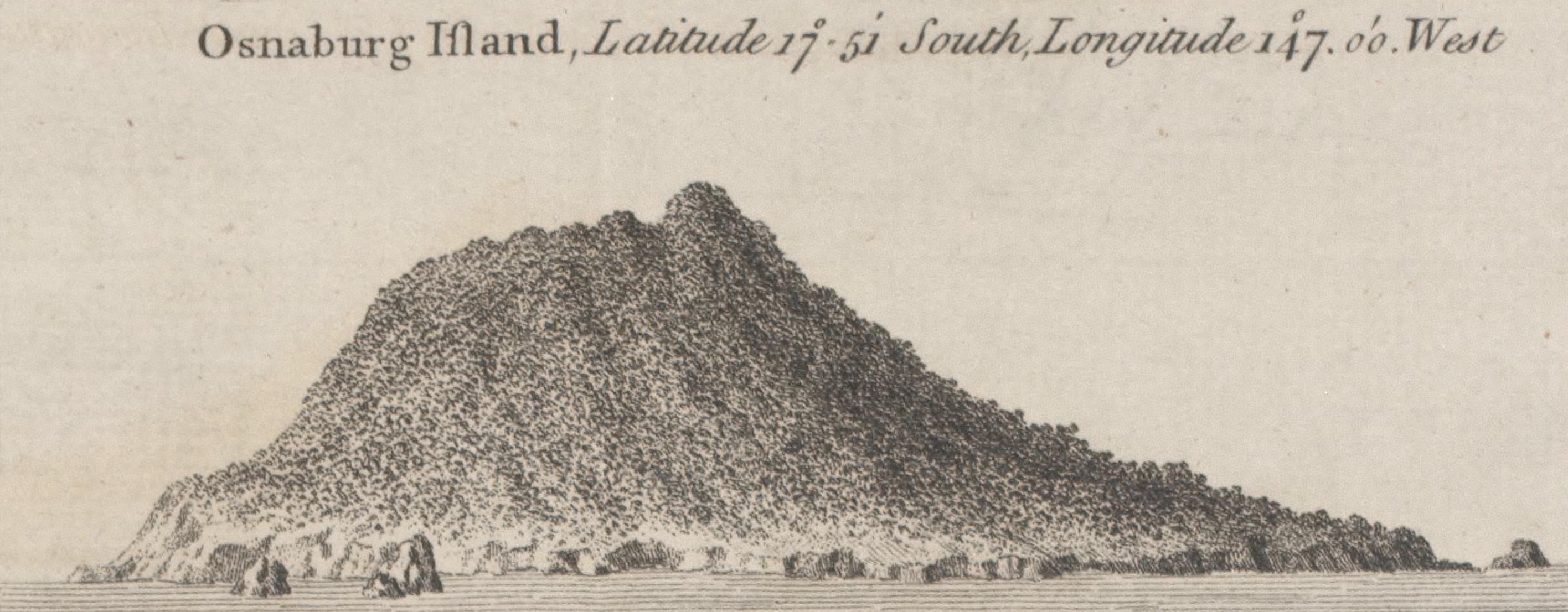
梅海蒂亚岛

梅海蒂亚岛（Mehetia，亦作Mehetiʻa、Meʻetiʻa、Meetia）是南太平洋法属波利尼西亚的岛屿，属于社会群岛（向风群岛）的一部分，由东塔亚拉普市镇管辖；面积2.3平方公里，最高点法鲁拉山海拔高度435米；岛上无人居住。